# 100 ans de cinéma d'animation
100 ans de cinéma d’animation est une encyclopédie consacrée à l'histoire du cinéma d'animation. Il s’agit de l’unique ouvrage encyclopédique de langue française dédié à cet art et, au niveau mondial, de l’un des rares traitant de l’ensemble de la production internationale. Originellement publié en 2015, il connaît une seconde édition augmentée en 2023, préfacée par Marc Caro.

## Contenu
Le livre consiste en une refonte totale d’un ouvrage précédent, Il était une fois le dessin animé, publié aux éditions Dreamland (2001). L’ouvrage est organisé en 5 parties : Une technique et un art, Les États-Unis, Canada et Amérique latine, Europe, Asie, Afrique et Océanie. Il recouvre autant la production commerciale de courts et longs métrages de divertissement que celle d’auteurs et expérimentale.

## Traductions
- (zh) 百年世界动画电影史, 2021.